# Pangio goaensis
Pangio goaensis är en fiskart som först beskrevs av S.T. Tilak 1972.  Pangio goaensis ingår i släktet Pangio och familjen nissögefiskar. IUCN kategoriserar arten globalt som livskraftig. Inga underarter finns listade i Catalogue of Life.